# Зюзьба
Зюзьба — река в России, протекает по Афанасьевскому району Кировской области. Устье реки находится в 1572 км от устья Камы по правому берегу. Длина реки составляет 11 км.
Исток реки на Верхнекамской возвышенности в 7 км к юго-востоку от села Бисерово (Бисеровское сельское поселение). Река течёт на север, затем поворачивает на запад и северо-запад. В среднем течении на правом берегу деревня Жарковы, в нижнем течении река течёт по южной и западной окраинам села Бисерово.

## Данные водного реестра
По данным государственного водного реестра России относится к Камскому бассейновому округу, водохозяйственный участок реки — Кама от истока до водомерного поста у села Бондюг, речной подбассейн реки — бассейны притоков Камы до впадения Белой. Речной бассейн реки — Кама.
Код объекта в государственном водном реестре — 10010100112111100000436.